# 名人老大哥 (電視節目)
老大哥（Big Brother）是一種電視真人秀節目體裁，由小約翰·德·莫爾創造。老大哥於1999年首先在荷蘭播出，至2017年已有超過54個國家或區域有自己的老大哥節目。在英語國家，老大哥常縮寫為BB。

## 概要
在老大哥中，節目參與者被稱爲「房客」（或稱「室友」），他們共同住在一間特殊建造的房子中並與外界隔離，一舉一動皆會被房子裡的攝影機所監控，所說的每一句話也會被麥克風記錄下來。房客們會陸陸續續地被投票淘汰（通常爲一週一次）直到最後僅有一人留下，此人即爲贏家並獲得獎金。

## 規則
每隔一段時間，房客們會祕密提名一些自己希望被淘汰的房客，被提名最多次的房客將會公佈，交由大衆以電話投票來決定這些房客的去留。最後一位留下的房客將會成爲贏家。在某些版本中還有不同的投票方式，諸如：手機、網絡投票等。節目有時還會有「特殊投票」，可能會同時淘汰兩位房客或者不淘汰。
在早期季度的老大哥，會有十位房客參與節目且每隔兩個星期舉行一次淘汰。但老大哥英國版引進了每週淘汰的方式，房客也跟著增至十六個。現今大多版本皆採用每週淘汰與16位房客的模式。節目的播映期大約爲三個月。
房客需要幫忙做家事且接受節目組（通常以「老大哥」的形象與房客交流）所指派的任務，這些任務通常用來測試房客們的合作能力及團隊精神，在一些版本中，房客們的每週消費額度（用以購置食物及必需品）視任務的結果而定。

## 歷史

### 名稱
老大哥一詞來自於喬治‧歐威爾的小說《1984》，節目由於不斷監視房客活動的行爲與小說中的老大哥相似而得其名。節目中還設有「獨白室」讓房客們提名與分享自己的私人想法。

### 發明
第一版老大哥於1999年在荷蘭的Veronica臺首播，第一季老大哥之屋非常基本，僅有基本傢俱、自來水系統及定量食物，通常沒有任何奢華品，節目藉由艱難的生存環境來提升房客彼此互動的精彩性。但在目前的所有季度中，皆採用相當現代化的房子還配置著像是按摩浴池、桑拿、貴賓套房等奢侈品。

### 國際延伸
隨著老大哥的流行，許多國家或地區開始有自己的版本甚至加以改變，但這些版本的共同點皆爲房客們生活於與外界隔離的房子以及被攝影機、麥克風記錄著一舉一動。
大多國家的版本都維持著原版老大哥的規則，注重人際關係與社交往來，所以房客們通常被禁止討論提名人選。2001年，美國版第二季採用了一套與原本大相徑庭的規則，包括鼓勵房客們討論策略及投票淘汰彼此。

## 反響

### 綜觀
從社會科學角度來看，老大哥可以作爲人際關係互動的社交實驗，分析人在隔離的環境且缺乏媒體的環境下與一群陌生人的互動情形，觀衆還可以從外在（屋中生活表現）及內在（獨白室的談話）觀察一個人的反應。房客們在獨白室的談話內容可能爲暴力、憤怒的表現或真誠、溫柔的抒發心情。
節目的另一特點便是網絡參與。在不少國家的老大哥中，除了節目通常會於晚間播出，告知觀衆新發生的事（有時這會被觀衆抱怨其過度剪輯而失去其真實性），觀衆也可以選擇透過網路觀看房客生活的線上直播。即便某些版本觀衆需對線上直播付費，此一舉還是獲得巨大的成功。
房客們有時可能會發生性關係，在不違反國家直播規則的條件下，一定程度的曝露行爲會被節目組允許線上直播觀看。

### 隔離
房客們被隔離於房子內，缺乏任何新聞媒體，例如：廣播、電視、網絡，他們也被禁止與外界聯繫，這在早期的一些季度上是極其嚴重的問題。在較新的季度中，房客們可以獲取機會觀賞電視節目（通常是任務或挑戰的獎勵），但他們同時也無法取得書本及紙筆（除了一些例外物品，例如宗教書籍），有些版本甚至還禁止一切可以用來寫作的東西（像是眉筆、口紅......等）。房客們在某些特殊情形下（通常是任務）可以離開房子，其他情況唯有發生緊急情況時才被允許離開。
房客們可以在淘汰之夜上與主持人互動，除此之外，他們交流的對象僅剩彼此，而節目組會使用老大哥的身份對房客們下達命令及任務。有些版本提供房客私人心理輔導諮詢。

## 規則變化和變數

### 地區版本

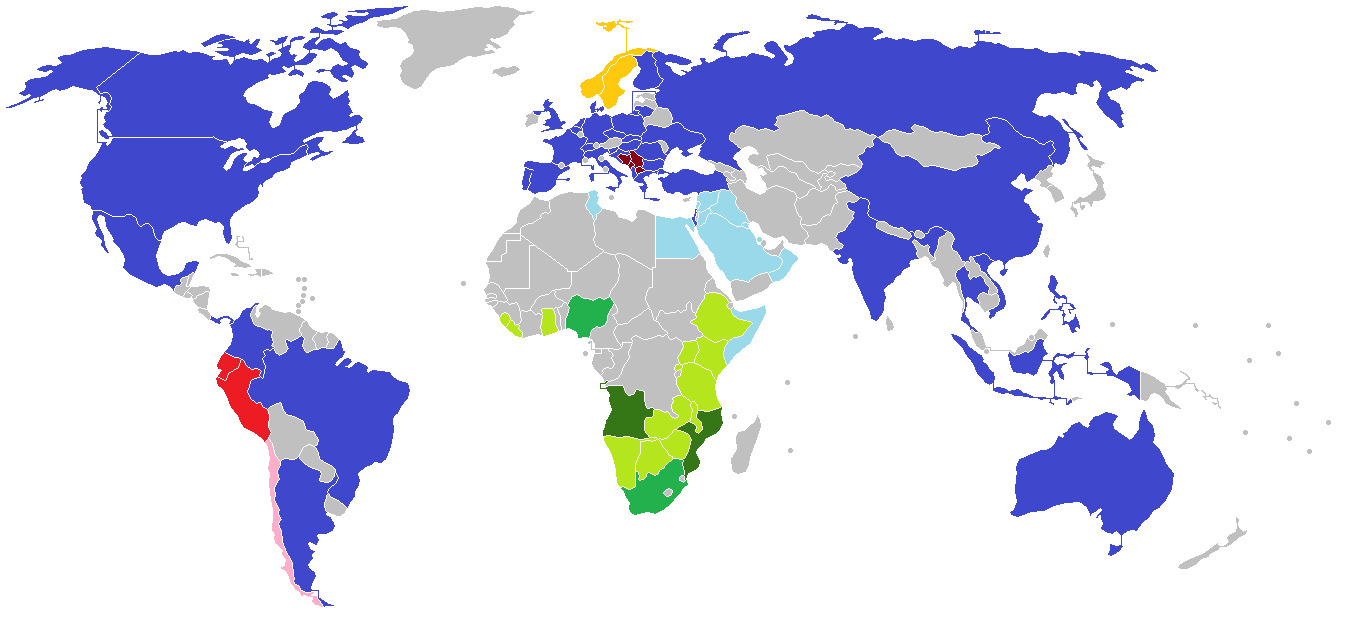
老大哥版本位置圖：
有自己版本的國家
能參與「老大哥非洲」的國家
能參與「老大哥安哥拉與莫三比克」也能參與「老大哥非洲」的國家
有自己版本也能參與「老大哥非洲」的國家
能參與「老大哥中東」的國家
能參與「老大哥南美洲」的國家
有自己版本也能參與「老大哥南美洲」的國家
能參與「老大哥巴爾幹」的國家
有自己版本也能參與「老大哥斯堪地納維亞」的國家

因爲一些地區的語言共同性，老大哥有了區域版本，以下所有版本老大哥皆採用標準規則：老大哥阿爾巴尼亞（包含阿爾巴尼亞及科索沃參加者），老大哥安哥拉及莫三比克（包含安哥拉及莫三比克參加者）、老大哥非洲（包含安哥拉、伯茲瓦納、埃薩俄比亞、加納、肯亞、賴比瑞亞、馬拉威、莫三比克、納米比亞、盧旺達、獅子山共和國、南非、坦桑尼亞、烏干達、贊比亞、辛巴威參加者）、老大哥中東（包含巴林、埃及、伊拉克、約旦、科威特、黎巴嫩、葉門、沙烏地阿拉伯、索馬利亞、敘利亞、突尼西亞參加者）、老大哥南美洲（包含智利、厄瓜多、祕魯參加者）、老大哥斯堪地納維亞（包含挪威、瑞典參加者）和老大哥巴爾幹（包含塞爾維亞、蒙特內哥羅、克羅埃西亞、波士尼亞塞哥維納、馬其頓共和國參加者）。
英國版接受來自愛爾蘭的參加者，節目在2000年到2010年於Channel 4上播映，2011到現在於Channel 5上播映。
另一部分，有些國家因爲語言因素而有不同版本，像是印度有印地語、馬拉提語、泰盧固語、孟加拉語、泰米爾語、康納達語等多種版本，而加拿大有法語跟英語版本、美國有英語及西班牙語版本。

### 獨立版本中的變數

#### 多區域或多房子
2001年，荷蘭版老大哥第三季引進「貧富」思想，房子被分成了兩片不同區域，一貧一富，房客們被分成兩隊，以比賽的方式來決定貧富，這個變數持續到了荷蘭版第四季。許多版本隨後也有了類似的變數。
2011到2012年，阿根廷版第十七季另有一個額外的小房子，裝潢豪華且有著許多機關，第一週有四個可能房客進入此屋，再經由公衆投票選出兩人進入老大哥之屋。第二週又有兩對雙胞胎使用同樣的方式選出一對進屋。接著，第三、四、五位被淘汰的房客可以選擇是否真正退出或者入住此房屋，一搏第二次進屋的機會。一個月後，由於一位房客的自願退出，這個小房子再度開啓，又有四位被淘汰者入住此屋。在某些特殊情形下，這棟小房子還用來讓參加者居住一小段時間，特點是能有較多隱私。
巴西版第九季以「泡泡」爲特色。節目組在里約熱內盧購物中心中建造了一個玻璃屋，讓四位可能的未來房客住在裡面一星期，隨後在老大哥之家裡又出現一個住著兩位未來房客的泡泡屋，他們必須住在泡泡中直到自己被公衆投票選中且玻璃屋拆除。玻璃屋在第十一季、第十三季時重新出現，接納那些想一搏第二次機會的房客。第九季房子裡的分隔牆在第十四季時再度被使用，房客們的母親及女性親屬可以在國際婦女節當天進入房子，並在其中待六天，但房客們看不見他們。
在加拿大版第四季，兩位被淘汰的房客被安置在一個特殊的套房中，他們可以從中觀看剩下房客的一舉一動，一星期後，兩位房客必須對誰能回歸達成共識。

#### 邪惡老大哥
2004年，英國版第五季引進了會指派嚴厲懲罰的「邪惡老大哥」，懲罰諸如將獎金拿走，更艱難的任務或祕密惡作劇。這個變數同樣被多個版本採用過。

#### 孿生房客
2004年，美國版第五季引進了雙胞胎變數，有一對雙胞胎以一個身份輪換參加，並被告知若她們能在不被其他房客發現的情況下留下五個星期，她們就能以自己獨立身份分別參與節目。此變數於第十七季重新出現，但這對雙胞胎僅需不被淘汰且留下五星期即可。
孿生房客變數也被許多國家使用，也新增或刪減了一些規則，有些甚至是直接以自己身份，兩人同時進屋。

#### 組隊參賽
在第七季英國版老大哥期間，房客們與自己的好友搭檔參與節目，他們會同時被提名或淘汰。
第九季美國版老大哥更爲此配對變數新增了浪漫的元素，讓他們以一對螢幕情侶的身份共同爭取獎金。第十三季引進了「強力搭檔」變數，房客們必須兩兩組隊，他們會一起被提名，當隊伍中的一人被淘汰後，另一人可以擁有不被淘汰的豁免權直到破壞了4對搭檔爲止。
希臘版第四季有「老大媽」之稱，它的九位房客皆由媽媽陪伴參加。
印度版老大哥第九季「雙重麻煩」中，配對的房客必須共用椅子、床甚至湯匙跟杯子。
阿爾巴尼亞版老大哥第九季中，贏家是一對搭檔。

#### 祕密任務
祕密任務自從被英國版第六季引進後，就成爲老大哥的常見元素之一，一位或多位房客會被老大哥分配祕密任務，如果他（他們）可以完成此任務，就可以得到全屋或個人獎賞。
在一些版本中，祕密任務會由一些特殊角色指派，例如加拿大版的麋鹿瑪莎，或澳洲版河豚舍莉。
在美國版第八季中，一位房客被指派爲「美國玩家」，他必須在不被人發現的情形下完成許多由公衆投票選出的任務來贏取額外獎金，這個任務在第十季時也重現過一週。第十一季有「潘朵拉之盒」，當次房主若不禁誘惑而打開此盒，可能對全屋會產生意想不到的後果。第十二季則有「破壞者」任務，接下此任務的房客會按照觀衆意願在屋子中製造混亂。第十六季還有「美國之隊」任務，三位玩家被選中組成一個隊伍來完成任務贏取獎金，儘管隊伍中有人被淘汰此任務仍舊持續進行。
阿根廷版第四季的客廳中新安裝了電話，此電話一週會響一次，第一位拿起話筒的房客會接到一段來自老大哥的命令或訊息，命令或好或壞，若拒絕命令可能會被提名淘汰，如果沒有人接電話，全屋都將被提名淘汰。

#### 開場變數
英國版從第二季起，每季的首映之夜上必會宣佈一個變數：像是第一晚淘汰（第四季）、全女房客（第八季）......等等。
一個常見的開場變數是先在首映之夜上只介紹某一性別的房客，幾天過後再介紹另一性別的房客。英國版第八季首先使用此變數，房客在起初全爲女性，在兩天過後有一位新的男房客參與。這在保加利亞版也使用過。老大哥非洲版第四季也採用了此變數，但起初爲全男房客。

#### 假淘汰
英國版第五季引進了假淘汰，由老大哥誤導房客們會進行一場淘汰，隨後卻是已經被淘汰的房客重新進入房子。第八季某位淘汰的房客接受採訪後就被送回房子。
菲律賓版第五季的四位房客被假淘汰後被送進了稱爲「波德加」的地方。
澳洲版第十季中，某位房客被假淘汰了二十四個小時，隨後他具一週豁免淘汰的身份回到房子，這位房客在第十一季時也爲了給予另一位同樣被假淘汰的房客建議而現身。
巴西版第十三季中，某位房客被假淘汰，她移居到另一個較小的祕密房間裡且沒有人知道她還在房子中，二十四小時後，她以房主身份回歸且一週不被淘汰，第十六和十八季中也有房客被類似的方式假淘汰。

#### 教練
美國版第十四季有四位房客回歸，他們的目的是教導十二位新房客，並競爭與新房客不同的十萬美元。但此變數又被另一個重置變數破壞，他們隨後也變爲普通房客。

#### 告密按鈕
阿根廷版第七季在獨白室中新增了一顆紅色按鈕，按下去時會對全屋發出警示聲響，此按鈕會在一位房客自願離開房子時使用，他們會有五分鐘的時間離開。
紅色按鈕也在法國版中出現，卻有著不同用途，按下按鈕的房客會試圖猜測其他人的祕密。